# Caxuianas
Os caxuianas, também chamados Kaxuyana ou Katxuyana, e autodenominados Purehno, são um povo ameríndio que habita o estado brasileiro do Pará. Formam uma sociedade de 350 indivíduos.